# Конрад II фон Шлайден
Конрад II фон Шлайден (на немски: Konrad II von Schleiden; † сл. 1297) от рода на господарите на Бланкенхайм, е господар на господството Шлайден в Айфел в днешен Северен Рейн-Вестфалия на границата с Франция.

## Произход
Той е син на Фридрих I фон Шлайден († ок. 1269) и втората му съпруга Алайдис († сл. 1270). Внук е на Конрад I фон Бланкенхайм-Шлайден († сл. 1223).
През 1380 г. фамилията фон Бланкенхайм е издигната на графове. Графовете на Бланкенхайм са роднини с графовете на Мандершайд и от 1469 г. се наричат Мандершайд-Бланкенхайм.

## Фамилия
Конрад II фон Шлайден се жени за Елизабет фон Юнкерат († сл. 1282). Те имат три деца:
- Фридрих II фон Шлайден († 4 ноември 1325), женен 1282 г. за Йохана фон Хайнсберг-Фалкенбург († сл. 19 декември 1327), дъщеря на Валрам фон Хайнсберг-Фалкенбург (1253 – 1302) и графиня Филипа фон Гелдерн-Цутфен († 1302); имат десет деца
- Йохан фон Шлайден
- Алайдис фон Шлайден, омъжена за Николаус фон Зефенхорн